# Hubert Gardas
Hubert Gardas (Lyon, 17 de abril de 1957) es un deportista francés que compitió en esgrima, especialista en la modalidad de espada. Participó en los Juegos Olímpicos de Moscú 1980, obteniendo una medalla de oro en la prueba por equipos.
Se graduó en Escuela de Estudios Superiores de Comercio de Paris.

## Palmarés internacional
| Juegos Olímpicos | Juegos Olímpicos | Juegos Olímpicos | Juegos Olímpicos   |
| Año              | Lugar            | Medalla          | Prueba             |
| ---------------- | ---------------- | ---------------- | ------------------ |
| 1980             | Moscú (URSS)     | Medalla de oro   | Espada por equipos |